# 10月16日
10月16日是阳历一年中的第289天（闰年第290天），离全年的结束还有76天。

## 大事记

### 19世紀以前
- 前531年：楚靈王令棄疾率楚师灭蔡，並将蔡靈侯灌醉誘殺及世子有抓获杀死以作牺牲，後封棄疾為「陳蔡公」。
- 385年：后秦皇帝姚苌缢杀前秦皇帝苻坚于新平佛寺。
- 690年：武則天登上神都太初宮正門則天門的門樓，宣布改「唐」為「周」，成為中國歷史上被廣泛認可的唯一的女皇帝。
- 1384年：波蘭安茹-西西里王朝最後一位君主雅德维加加冕为波兰国王，並和其姐姐瑪麗亞一世分別統治波蘭王國和匈牙利王國。
- 1555年：毛利元就與陶晴賢在嚴島爆發嚴島合戰，毛利軍獲勝而陶晴賢自刃而死，陶氏至此開始衰落。
- 1793年：在法国大革命期间，法國國王路易十六之王后玛丽·安托瓦内特被送至巴黎革命廣場斷頭臺以叛國罪名处决。

### 19世紀
- 1813年：拿破仑·波拿巴率领法国军队在德國萊比錫与第六次反法同盟作战，莱比锡战役爆发。
- 1834年：因財政部一座用於銷毀帳目棍（英语：tally sticks）存貯的爐子點燃了上院的鑲板，導致議會廳與宮殿裡的其他廳室遭到焚毀，所幸威斯敏斯特廳及寶石塔和迴廊得以倖存，其後建筑以哥德式或伊麗莎白式建築風格重建。
- 1841年：由上加拿大蘇格蘭長老會推動之皇后大學於加拿大安大略省京士頓市成立。
- 1843年：爱尔兰数学家哈密顿在都柏林散步时首次发现四元数，他把公式刻在了路过的桥上。
- 1846年：美国牙科医生威廉·托马斯·英顿博士在波士顿的麻薩諸塞州总医院所作的一次手术中，首次公开使用莱瑟昂（乙醚）止痛。
- 1859年：美国反奴隶者约翰·布朗宣布起义。起义者一度占领政府军库，解放了附近的奴隶。后起义失败，但促成美南北战争爆发，史称“布朗起义（英语：John Brown's raid on Harpers Ferry）”。
- 1875年：由耶穌基督後期聖徒教會建立之楊百翰大學於美國犹他州普若佛正式成立，並成為美國最大的宗教大學。

### 20世紀
- 1916年：美国计划生育联合会的创立者美国妇女玛格丽特·桑格在纽约州布鲁克林开设了第一家计划生育门诊所。
- 1923年：洛伊·O·迪士尼與華特·迪士尼在美國好萊塢創立動畫工作室華特迪士尼公司。
- 1925年：第一届罗加诺会议結束。
- 1934年：在中國國民黨軍隊包圍下，周恩來、博古、李德等人帶領中国工农红军自江西省开始长征。
- 1942年：飓风袭击英屬印度孟加拉管轄區，11,000人丧生。
- 1944年：在台灣上空為期四天的空戰以美軍決定性的勝利結束，摧毀了數百架日本飛機和軍事設施。
- 1945年：联合国粮食及农业组织於加拿大魁北克市成立。其前身為美國農業家和活動家戴維·魯賓（英语：David Lubin）推動的國際農業研究所（英语：International Institute of Agriculture）。
- 1946年：紐倫堡審判中判處死刑的10名納粹德國首要戰犯在紐倫堡監獄（英语：Palace of Justice, Nuremberg）中執行。
- 1949年：因第二次國共內戰戰況逆轉，国民党總裁蔣中正為加強黨政軍幹部訓練，以及發揚革命精神於草山管理局成立“革命实践研究院”。
- 1951年：華東師範大學在上海舉行開學典禮，成為中華人民共和國建國后成立的第一所師範大學。
- 1954年：毛泽东给中央政治局同志的一封信：《关于（红楼梦）研究问题的信》，提出对胡适派资产阶级唯心主义思想进行批判的任务。
- 1962年：古巴导弹危机。
- 1964年：中国在新疆維吾爾自治區罗布泊成功试爆了首枚原子弹，成为第五个拥有核武器的国家。
- 1968年：美國田徑選手湯米·史密斯與約翰·卡洛斯於奧運會男子200公尺比賽頒獎儀式演奏美國國歌時高舉戴著黑色手套的拳頭，被視為近代奧運史上最鮮明的政治聲明。
- 1973年：第一次石油危機：因第四次中東戰爭爆發，石油輸出國組織（OPEC）為了打擊對手以色列及支持以色列的國家，宣佈石油禁運，暫停出口，造成油價上漲。
- 1973年：美国国务卿基辛格与越南社會主義共和國(北越)領導人黎德寿因“在通過巴黎和平協約實現越戰停火以及美軍撤離上發揮的積極作用”而同获诺贝尔和平奖。
- 1978年：原先擔任波蘭克拉科夫總教區總主教的卡羅爾·若瑟·沃伊蒂瓦樞機當選成為教宗若望·保祿二世，成為450年來首位非意大利人出身的教宗。
- 1979年：坐落在巴黎南部意大利广场附近的周恩来纪念碑揭幕。
- 1980年：中国进行目前为止最后一次大气层核试验。
- 1982年：中国潜艇向预定海域发射运载火箭成功。
- 1984年：南非開普敦的聖公會黑人大主教戴斯蒙·屠圖因致力於廢除種族隔離政策，而榮获该年度诺贝尔和平奖。
- 1986年：義大利登山家萊茵霍爾德·梅斯納爾成功登頂海拔8,516公尺的洛子峰，成為世界首位成功登頂所有14座8,000公尺以上山峰的登山者。
- 1988年：中国第一座高能加速器北京正负电子对撞机首次对撞成功。
- 1988年：一艘由香港駛往澳門的水翼船天皇星號，在抵達澳門港澳碼頭時失事撞向防波堤，共有85名乘客受傷，包括商人何鴻燊[1]。
- 1994年：新光人壽首度舉辦「新光摩天大樓登高大賽」，創下台灣第一個企業舉辦高樓登高大賽的紀錄。
- 1995年：美国百万黑人男子大游行。
- 1998年：智利前总统奥古斯托·皮诺切特在英国伦敦被捕。
- 1999年：新版《辞海》面世。

### 21世紀
- 2005年：中國神舟六号載人飛船返回艙在内蒙古自治区中部的四子王旗阿木古郎草原着陸。
- 2005年：伊拉克憲法公投順利完成，投票率達到70%。
- 2006年：美國人口破3億大關。
- 2006年：以俄羅斯亞美尼亞裔核物理學家尤里·奧加涅相為首的俄美合作科學家團隊在位於俄羅斯杜布納的聯合核研究所首次合成制造出第118号元素Og。
- 2009年：第11届全运会在山东省开幕，国家主席胡锦涛出席开幕式并宣布开幕。
- 2010年：上海世博会第169天，当日票检入园人数达到103.27万人次，累计入园人数达到6462.14万，双双打破1970年大阪世博会创下的历史最高记录，正式成为参观人数最多的一届世博会。
- 2010年：在河北大学发生了一起醉酒驾驶交通肇事逃逸案件，造成在校学生一死一伤，肇事者叫嚣“我爸是李刚”，其后媒体将事件称作“李刚门”。
- 2012年：中国西气东输三线工程开工。
- 2013年：中国首条跨省城市轨道交通，上海轨道交通11号线江苏省昆山花桥延伸段开通。
- 2013年：寮國航空301號班機墜入湄公河，造成機上49人全部死亡，是寮國最致命的空難。
- 2016年：臺灣臺中都會區鐵路高架捷運化計畫第一階段通車啟用。
- 2020年：法國發生薩繆爾·帕蒂謀殺案。
- 2021年：搭載中國神舟十三號載人飛船的長征二號F運載火箭在酒泉衛星發射中心發射升空，並與天宮空間站對接。

## 出生
- 1430年：詹姆斯二世，蘇格蘭斯图亚特王朝國王。（1460年逝世）
- 1535年：丹羽長秀，日本武將，織田氏的家臣。（1585年逝世）
- 1714年：喬瓦尼·阿爾杜伊諾，義大利地質學家。（1795年逝世）
- 1752年：阿道夫·克尼格，德國作家，共濟會、光照派主要成員。（1796年逝世）
- 1758年：諾亞·韋伯斯特，美国辞典编纂者。（1843年逝世）
- 1799年：田中久重，日本發明家、企業家。（ 1881年逝世）
- 1805年：羅伯濟，義大利天主教傳教士。（1871年逝世）
- 1827年：阿諾德·勃克林，瑞士象徵主義畫家。（1901年逝世）
- 1840年：奕譞，清朝道光帝七子，第一代醇親王，光緒帝生父。（1891年逝世）
- 1841年：伊藤博文，日本政治人物，首任日本內閣總理大臣。（1909年逝世）
- 1851年：弗雷德里克·H·吉勒特，美國政治人物，曾任麻薩諸塞州聯邦參議員。（1935年逝世）
- 1854年：奥斯卡·王爾德，英國唯美主义運動的倡導者，剧作家。（1900年逝世）
- 1854年：卡爾·考茨基，德國社会主义活動家。（1938年逝世）
- 1880年：韓相龍，朝鮮日治時期實業家、政治家。（1947年逝世）
- 1886年：大衛·本-古里安，以色列政治人物，首任以色列總理。（1973年逝世）
- 1888年：尤金·奥尼爾，美國悲剧作家，1936年諾貝爾文學獎得主。（1953年逝世）
- 1890年：麥可·柯林斯，愛爾蘭革命領導人。（1922年逝世）
- 1890年：胡階森，英國駐華臨時代辦。（1965年逝世）
- 1894年：蘇瑞泰，緬甸政治人物，首任緬甸總統。（1962年逝世）
- 1895年：阮文心，越南政治人物，前任越南國首相。（1990年逝世）
- 1898年：威廉·道格拉斯，美国法官。（1980年逝世）
- 1905年：李惠堂，香港男子足球運動員。（1979年逝世）
- 1908年：恩維爾·霍查，阿爾巴尼亞領導人。（1985年逝世）
- 1913年：錢三強，中國物理学家。（1992年逝世）
- 1917年：麥理浩，英國外交官，第25任香港總督。（2000年逝世）
- 1921年：陳敬熊，電磁與微波技術專家。
- 1925年：安吉拉·蘭斯伯里，英國-愛爾蘭-美國女演員、歌手。（2022年逝世）
- 1927年：君特·格拉斯，德國作家，1999年諾貝爾文學獎得主。（2015年逝世）
- 1928年：阿德希爾·扎赫迪，伊朗政治家、外交官。（2021年逝世）
- 1933年：大山羨代，日本女性聲優。（2024年逝世）
- 1936年：張金麟，中國工程師。（2023年逝世）
- 1940年：何守信，香港主持人。
- 1947年：泰瑞·格里菲斯，威爾斯職業司諾克球員。（2024年逝世）
- 1948年：希瑪·馬連尼，印度女演員、议員。
- 1950年：徐少強，香港男演員、武術指導。（2024年逝世）
- 1951年：永井爱，日本剧作家、导演。
- 1954年：朱宗慶，台灣音樂人。
- 1956年：李希，中國政治人物，現任中國共產黨中央政治局常委。
- 1957年：劉威，中國男演員。
- 1958年：，美國電影演員、導演。
- 1962年：馬努特·波爾，南蘇丹裔美國職業籃球運動員。（2010年逝世）
- 1962年：史堤芬·康斯坦丁，英國職業足球教練。
- 1962年：Flea，美國貝斯手、男演員。
- 1963年：孫興，香港男演員。
- 1964年：曹永廉，香港演員。
- 1967年：松野太紀，日本男性聲優。（2024年逝世）
- 1968年：李國煌，新加坡演員、主持人。
- 1970年：梅赫梅特·绍尔，德國足球運動員、歌手。
- 1971年：黃國峻，台灣作家。
- 1976年：黃志雄，台灣跆拳道選手。
- 1977年：袁泉，中國女演員。
- 1977年：約翰·梅爾，美國創作歌手。
- 1978年：張達倫，香港演員。
- 1980年：許國隆，台灣棒球選手。
- 1980年：杨雪，中國女演員。
- 1980年：休·伯德，美國職業籃球運動員。
- 1981年：郭岱琦，台灣棒球選手。
- 1982年：泳兒，香港歌手。
- 1982年：金亞中，韓國女演員。
- 1982年：于明加，中國女演員。
- 1982年：亞古沙，喀麦隆足球運動員。
- 1983年：羅琳，瑞典女歌手、音樂製作人。
- 1984年：黎礎寧，台灣歌手。（2008年逝世）
- 1984年：成語蕎，台灣模特兒、主持人、藝人。
- 1984年：林熹瞳，香港女藝人。
- 1984年：徐翠翠，中國女演員。
- 1984年：夏恩·華德，英國男歌手。
- 1986年：陳奕，台灣男歌手、演員。
- 1986年：喬丹·拉爾森，美國女子排球運動員。
- 1987年：趙麗穎，中國女演員。
- 1987年：黃山怡，香港歌手。
- 1987年：楊昇昊，韓國男歌手。
- 1988年：鍾一憲，香港歌手。
- 1988年：簡嫚書，台灣演員。
- 1988年：英利阿麗菲亞，日本政治人物，現任日本眾議院議員，首位出任日本众议员的维吾尔人。
- 1989年：劉萌萌，中國女演員。
- 1990年：佐藤亞美菜，日本女子偶像團體AKB48成員。
- 1991年：傑德沃德，愛爾蘭雙胞胎歌唱組合。
- 1991年：強納森·史寇普，古拉索職業棒球運動員。
- 1992年：田所陽向，日本男性聲優。
- 1992年：舒提·加特瓦，盧安達裔蘇格蘭男演員。
- 1992年：布萊斯·哈波，美國職棒大聯盟、華盛頓國民外野手。
- 1992年：江𤒹生，香港男子偶像團體MIRROR成員。
- 1993年：彭楚粤，中國男子偶像團體X玖少年團成員。
- 1993年：卡羅琳·加西婭，法國職業網球運動員。
- 1994年：陳若轩，中國男演員。
- 1994年：鬼頭明里，日本女性聲優。
- 1995年：天木純，日本寫真演員。
- 1996年：田村響華，日本女性聲優。
- 1997年：大坂直美，日本職業網球運動員。
- 1997年：夏爾·勒克萊爾，摩納哥一級方程式賽車車手。
- 1998年：涼本秋穗，日本女性聲優。
- 1999年：何藍逗，中國女演員。
- 2000年：徐宇璸，韓國男子偶像團體CRAVITY成員。
- 2002年：尉庭愷，台灣藝人。
- 2002年：尤勒·布蘭德，德國職業足球運動員。
- 2002年：朱利安·丹尼森，紐西蘭男演員。
- 2013年：楊恩又，中國女演員。
- 生年不詳：小森真奈美，日本女性聲優、作家、節目主持人。

## 逝世
- 385年：秦宣昭帝苻坚，前秦皇帝。（338年出生）
- 1632年：淺野長重，日本安土桃山時代至江戶時代前期武將、大名。（1588年出生）
- 1642年：田貴妃，明朝崇祯帝的妃子。
- 1793年：瑪麗·安托瓦內特，法國國王路易十六的王后。（1755年出生）
- 1861年：车金光，清朝中国基督教新教第一位殉道士。（1800年出生）[來源請求]
- 1885年：休·羅斯，英國陸軍軍官，第一代斯特拉斯奈恩男爵。（1801年出生）
- 1893年：帕特里斯·麥克馬洪，法國將領、政治人物，前任法國總統。（1808年出生）
- 1918年：汉斯·劳，丹麦天文学家。（1879年出生）
- 1937年：威廉·高斯特，英國化學家、數學家、統計學家。（1876年出生）
- 1937年：中國抗日戰爭：忻口會戰陣亡中華民國國民革命軍將領：
  - 郝梦龄，國民革命軍第九軍中將軍長，抗戰初期犧牲的第一位軍長。（1892年出生）
  - 鄭廷珍，陸軍獨立第五旅少將旅長。（1893年出生）
  - 刘家麒，第54師少將師長。（1894年出生）
- 1943年：柳原愛子，明治天皇的典侍，大正天皇的生母。（1859年出生）
- 1946年：紐倫堡審判死刑犯：
  - 威廉·弗利克，納粹德國波希米亞和摩拉維亞保護者。（1876年出生）
  - 威廉·凱特爾，納粹德國陸軍元帥。（1882年出生）
  - 尤利乌斯·施特莱彻，衝鋒報創辦人。（1885年出生）
  - 阿爾弗雷德·約德爾，德意志國防軍最高統帥部作戰部長。（1890年出生）
  - 阿圖爾·賽斯-英夸特，奧地利總理、納粹德國荷蘭總督。（1892年出生）
  - 约阿希姆·冯·里宾特洛甫，納粹德國外交部長。（1893年出生）
  - 阿爾弗雷德·羅森堡，納粹黨思想領袖、納粹德國東方總督轄區首席部長、《二十世紀的神話》作者。（1893年出生）
  - 弗里茨·绍克尔，納粹德國勞動力調配全權總代表。（1894年出生）
  - 漢斯·法郎克，納粹德國波蘭總督。（1900年出生）
  - 恩斯特·卡爾滕布倫納，納粹德國國家安全部部長。（1903年出生）
- 1959年：乔治·卡特莱特·马歇尔，美國軍事家、戰略家、政治家、外交家、陸軍五星上將，1953年諾貝爾和平獎得主。（1880年出生）
- 1988年：法莉達，埃及王后。（1921年出生）
- 1998年：張木養，臺灣室內設計師。（1933年出生）
- 2000年：梅爾·卡納漢，美國政治人物，前任密蘇里州州長。（1934年出生）
- 2007年：黛博拉·寇兒，英國女演員。（1921年出生）
- 2013年：艾德·罗特，美國男演員。（1938年出生）
- 2011年：楊千鶴，台灣第一位女記者，曾任職台灣日日新報、臺東縣議員。（1921年出生）
- 2014年：彭明聰，台灣中央研究院院士、國立臺灣大學醫學院院長、馬偕醫護管理專科學校校長、家扶基金會董事長、兒福聯盟董事長、兒童燙傷基金會董事長。（1917年出生）
- 2016年：約瑟夫·J·羅特曼，美國數學家。（1934年出生）
- 2017年：严顺开，中华人民共和国喜剧影视演员，以根据鲁迅原著拍摄的电影《阿Q正传》中的阿Q角色而闻名。（1937年出生）
- 2019年：約翰·泰特，美國數學家。（1925年出生）
- 2019年：幸佳慧，台灣兒童文學作家及推廣者。（1973年出生）[2]
- 2020年：阿都阿兹三苏丁，马来西亚首相马哈迪·莫哈末的私人秘书。（1938年出生）
- 2022年：班傑明·希維勒提，美國律師、政治人物，曾任美國司法部長。（1935年出生）
- 2023年：马尔蒂·阿赫蒂萨里，芬蘭政治人物，第10任芬蘭總統，2008年諾貝爾和平獎得主。（1937年出生）
- 2024年：叶海亚·辛瓦尔，加沙地带哈马斯前领导人。（1962年出生）
- 2024年：連恩·佩恩，英國男歌手。（1993年出生）

## 节假日和习俗
- 世界粮食日
- 世界脊骨日
- 世界祈福日
- 智利：教師節
- 美国：老闆節
- 玻利维亚：工程師節